# Période humide africaine
La période humide africaine (ou PHA, aussi connue sous d'autres noms) est une période climatique de l'Afrique qui va du début du Bölling, il y a 14 500 ans, au milieu de l'Holocène, avec un assèchement progressif en fin de période.
Auparavant, au cours du dernier maximum glaciaire, le Sahara était couvert quasi-exclusivement de regs et de vastes champs de dunes. Le désert était beaucoup plus étendu qu'aujourd'hui, et même des lacs et rivières comme le lac Victoria et le Nil blanc étaient soit à sec, soit à des niveaux très inférieurs à ceux d'aujourd'hui. La période humide commence il y a environ 14 500 ans, à la fin de l'événement Heinrich 1, simultanément au réchauffement de Bølling-Allerød. Des rivières et des lacs tels que le lac Tchad se forment ou s'élargissent, des glaciers se développent sur le Kilimandjaro et le désert laisse place, pendant un peu plus de 7 000 ans, à une couverture végétale de type savane arborée, qui disparait progressivement pendant le Dryas récent et l'évènement climatique de 8200 AP en raison de plusieurs facteurs : l'évolution de l'orbite de la Terre autour du Soleil ; le changement climatique affectant la mousson africaine changeant le régime des vents et de la circulation de la poussière ; le surpâturage néolithique, l'augmentation des gaz à effet de serre ; et l'assèchement des cours d'eau et des lacs, ainsi que l'abaissement du niveau des nappes d'eau souterraines.
La période humide africaine se termine il y a environ 4 200 ans pendant le refroidissement de Piora qui clôt l'optimum climatique de l'Holocène au Sahel, en Arabie et en Afrique de l'Est. L'évènement semble s'être déroulé en plusieurs étapes, comme le montrent les traces de l'assèchement.
La PHA a permis une vaste implantation humaine au Sahara et dans les déserts d'Arabie par des populations initialement nomades d'éleveurs-chasseurs, cultivateurs d'abord occasionnels puis de plus en plus sédentaires et systématiques. Les peuples du Sahara élèvent des bovins, des chèvres et des moutons selon les sites archéologiques, des artefacts et des peintures rupestres comme celles de la grotte des nageurs (Libye) et des monts Acacous. Ces peintures rupestres représentent des humains toujours minces et élancés, mais de toutes les couleurs, du blanc au noir en passant par toutes les nuances d'ocre, sans que l'on sache s'il s'agit de couleurs de la peau ou de peintures corporelles à fonctionnalité culturelle, protectrice contre les insectes piqueurs ou les deux. Des pirogues fossilisées, des hameçons en os et les peintures rupestres témoignent aussi d'activités de pêche dans des régions aujourd'hui sèches et inhabitables du Sahara.
À la fin de cette période, les humains abandonnent progressivement le désert au profit de régions disposant encore d'un approvisionnement en eau, comme la vallée du Nil et le Sahel.

## Recherches récentes
Hérodote (440 av. J.-C.) et Strabon (23 apr. J.-C.) suggèrent l'existence d'un Sahara plus vert, bien que leurs recherches aient d'abord été remis en question en raison de leur nature anecdotique. En 1850, le chercheur Heinrich Barth évoque la possibilité que ce changement climatique conduit à une augmentation de l'humidité dans le Sahara après avoir découvert des pétroglyphes dans le désert de Murzuq. De nouvelles découvertes de pétroglyphes conduisent également l'explorateur du désert László Almásy à conceptualiser un Sahara vert dans les années 1930.
Plus tard au XXe siècle, des preuves concluantes attestent l'existence de lacs, de niveaux d'écoulement plus élevés du Nil et que l'Holocène comportait une période humide au Sahara.
L'hypothèse que des changements de l'orbite terrestre influencent la force des moussons était déjà avancée en 1921, et alors que la description originale était en partie inexacte, des preuves plus tard largement répandues de tels contrôles orbitaux sur le climat ont été trouvées. Au début, on pensait que les périodes humides en Afrique étaient corrélées avec les étapes glaciaires (« hypothèse pluviale ») avant que la datation au radiocarbone ne se généralise.
Le développement et l'existence de la période humide africaine ont été étudiés avec l'archéologie, la modélisation du climat et les paléoproxies. Avec les sites archéologiques, les dunes et les dépôts laissés par les lacs, les dépôts éoliens et la cire des feuilles dans la mer et les zones humides jouent un rôle important. Le pollen, les dépôts lacustres et les anciens niveaux des lacs furent utilisés pour étudier les écosystèmes de la période humide africaine, ainsi que le charbon de bois et les empreintes de feuilles utilisés pour identifier les changements de végétation. Cette période de l'Holocène fut utilisée comme expérience dans le Paleoclimate Modeling Intercomparison Project.

### Problèmes de recherche
Les variations pluviométriques depuis le dernier cycle glaciaire sont bien établies, en revanche l'ampleur et les moments précis de ces changements ne sont pas clairs. Selon comment et où les mesures et reconstitutions sont effectuées, différentes dates de début, dates de fin, durées et niveaux de précipitations ont été déterminés pour la période humide africaine. Les quantités de précipitations reconstituées à partir des enregistrements paléoclimatiques et simulées par modélisation climatique sont souvent incompatibles les unes avec les autres; en général, la simulation du Sahara vert est considérée comme un problème pour les modèles de système terrestre. L'érosion des sédiments lacustres et les effets réservoirs de carbone rendent difficile la datation de leur assèchement. Les changements de végétation en soi n'indiquent pas nécessairement des changements de précipitations, car les changements de saisonnalité, la composition des espèces végétales et les changements d'utilisation des terres jouent également un rôle dans les changements de végétation. Les rapports isotopiques tels que le rapport hydrogène / deutérium qui ont été utilisés pour reconstruire les valeurs de précipitations passées sont également sous l'influence de divers effets physiques, ce qui complique leur interprétation.

### Terminologie
Les périodes humides antérieures sont parfois appelées «périodes humides africaines» et un certain nombre de périodes sèches/humides ont été définies pour la région de l'Afrique centrale.  En général, ces types de fluctuations climatiques entre les périodes les plus humides et les plus sèches sont respectivement appelés « pluviaux » et « interpluviaux ».  Parce que la PHA n'a pas touché toute l'Afrique, Williams et al. 2019 a recommandé que le terme soit supprimé.
D'autres termes appliqués à l'Holocène ou aux phases climatiques corrélatives sont: «période humide de l'Holocène», qui couvre également un épisode analogue en Arabie et en Asie; «épisode humide du début au milieu de l'Holocène»; «Holocène pluvial»; «Phase humide de l'Holocène»; « Kibangien A » en «Afrique centrale», «Makalian» pour la période néolithique du nord du Soudan ;  « Phase humide nabtienne »  ou « période nabtienne » pour la période humide 14 000–6 000 en Méditerranée orientale et le Levant; « Néolithique pluvial »; « Néolithique Subpluvial »; « Néolithique phase humide »; « Nouakchottien » du Sahara Occidental 6 500 – 4 000 ans avant le présent; « Subpluvial II » et « Tchadien » au Sahara central 14 000 – 7 500 ans avant le présent. Les termes « Léopoldvillien » et « Ogolien » ont été appliqués à la période sèche du dernier maximum glaciaire, ce dernier équivaut au « kanémien ». La «période sèche kanémienne» fait référence à une période sèche il y a entre 20 000 et 13 000 ans dans la région du lac Tchad.

## Contexte et début
La période humide africaine (PHA) a lieu à la fin du Pléistocène et au début de l'Holocène moyen et voit une augmentation des précipitations en Afrique du Nord et de l'Ouest en raison d'une migration vers le nord de la ceinture pluviale tropicale. La PHA est le changement climatique le plus profond des basses latitudes au cours des 100 000 dernières années et se distingue au sein de l'Holocène par ailleurs relativement stable sur le plan climatique. Il fait partie de ce que l'on appelle l'optimum climatique de l'Holocène, au cours duquel les étés dans l'hémisphère nord étaient plus chauds qu'aujourd'hui. Liu et al (2007 ) subdivise la période humide en «PHA I» ayant duré jusqu'à il y a 8 000 ans, et «PHA II» à partir de 8 000 ans, la première étant plus humide que la seconde.
La période humide africaine n'est pas la première de ces phases ; il existe des preuves d'environ 230 périodes plus anciennes de «Sahara vert» ou « humide », remontant peut-être à la première apparition du Sahara il y a 7 à 8 millions d'années, par exemple pendant le stade isotopique marin 5 a et c. Les périodes humides antérieures semblent avoir été plus intenses que le PHA de l'Holocène y compris l'Eémien qui fournit aux premiers humains les voies pour traverser l'Arabie et l'Afrique du Nord et qui, ainsi que des périodes humides ultérieures, fut lié à l'expansion des populations atériennes. Ces périodes humides sont généralement associées aux périodes interglaciaires, tandis que les stades glaciaires sont en corrélation avec les périodes sèches.
Le réchauffement de Bølling-Allerød semble être synchrone avec le début de la période humide africaine ainsi qu'avec l'augmentation de l'humidité en Arabie. Plus tard, dans la séquence Blytt-Sernander, la période humide coïncide avec la période atlantique.

### Conditions avant la période humide africaine

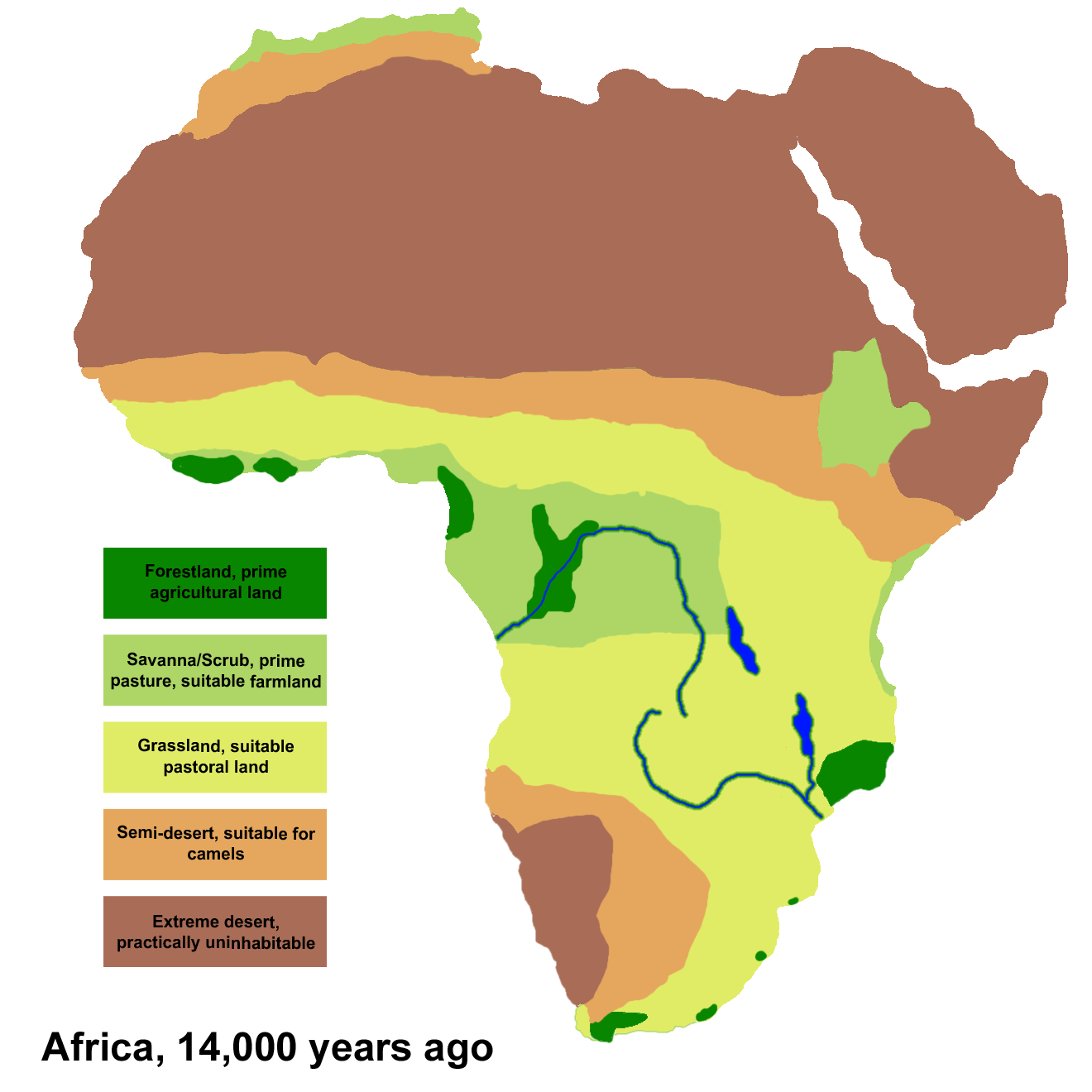
Végétation africaine lors du dernier maximum glaciaire, v. 14 000.

Pendant le dernier maximum glaciaire, le Sahara et le Sahel étaient extrêmement secs avec moins de précipitations qu'aujourd'hui comme en témoignent l'étendue des nappes de dunes et les niveaux d'eau dans les lacs fermés. Le Sahara était beaucoup plus vaste, s'étendant entre 500-800 km plus au sud, une différence de 5° de latitude, et les dunes plus présentes près de l'équateur. Les forêts tropicales se retiraient au profit des paysages afromontagnards et de savane à mesure que les températures, les précipitations et l'humidité diminuaient.
Il y a peu de preuves de l'activité humaine dans le Sahara ou l'Arabie à cette époque, reflétant leur nature plus sèche. L'aridité pendant le dernier maximum glaciaire semble avoir été une conséquence du climat plus froid et de plus grandes calottes polaires, ce qui enserra la ceinture de mousson jusqu'à l'équateur et affaiblit la mousson ouest-africaine.
Le cycle de l'eau atmosphérique et les circulations de Walker et Hadley devinrent également plus faibles. Des phases sèches exceptionnelles sont corrélées aux événements de Heinrich lorsqu'il y a un grand nombre d'icebergs dans l'Atlantique Nord; ainsi qu'à la fonte de grandes quantités d'icebergs entre 11 500 et 21 000 ans avant le présent coïncidant avec des sécheresses dans les régions subtropicales
Avant le début de la PHA, on pense que les lacs Victoria, Albert, Edward, Turkana et les marais du Sudd étaient asséchés. Le Nil Blanc était devenu un fleuve saisonnier . Son cours  ainsi que celui du Nil pouvaient avoir été endigués par des dunes. Le delta du Nil était partiellement sec, avec des plaines sablonneuses s'étendant entre les canaux éphémères et le fond marin exposé, et il est devenu une source de sable pour les ergs  plus à l'est. D'autres lacs à travers l'Afrique, tels que le lac Tchad et le lac Tanganyika rétrécirent durant cette période, et le fleuve Niger et le fleuve Sénégal s'asséchèrent.

### Augmentation de l'humidité
L'hypothèse avançant que certaines parties du désert telles que les hautes terres comme les collines de la mer Rouge furent atteintes par les vents d'ouest ou des systèmes météorologiques associés au courant-jet subtropical - et auraient donc reçu des précipitations - est controversée. De même pour le Maghreb, bien que le débit fluvial, la formation de terrasses, le développement de lacs des montagnes du Tibesti et du Jebel Marra et le débit résiduel du Nil puissent être expliqués de cette façon. Les hautes terres d'Afrique semblent avoir été moins affectées par la sécheresse lors du dernier maximum glaciaire.
La fin de la sécheresse glaciaire se produit il y a entre 17 000 et 11 000 ans, avec un début plus précoce dans les montagnes sahariennes – il y a environ 18 500 ans.
En Afrique australe et centrale, les débuts antérieurs il y a 17 000 et 17 500 ans, respectivement, peuvent être liés au réchauffement de l'Antarctique tandis que le niveau du lac Malawi semble avoir été bas jusqu'à il y a environ 10 000 ans.
Le niveau élevé des lacs est observé dans les montagnes du Jebel Marra et du Tibesti il y a entre 15 000 et 14 000 ans et la période glaciaire la plus récente du Haut Atlas a lieu en même temps que la première période humide africaine – il y a environ 14 500 ans, des lacs commencent à apparaître dans les zones arides.

### Début
La période humide a commencé il y a environ 15 000 -14 500 ans. Le début de la période humide a lieu presque simultanément sur toute l'Afrique du Nord et tropicale avec des impacts jusqu'à Santo Antão au Cap-Vert. En Arabie, les conditions humides auraient pris environ deux millénaires pour avancer vers le nord – cette progression graduelle est étayée par des données téphrochronologiques.
Le lac Victoria réapparaît et déborde; le lac Albert déborde également dans le Nil blanc il y a 15 000 à 14 500 ans ainsi que le lac Tana dans le Nil bleu. Le Nil Blanc inonde une partie de sa vallée et s'est reconnecté au Nil principal. En Égypte, des inondations généralisées par le « Nil sauvage » ont eu lieu; cette période du «sauvage» conduit aux plus grandes inondations enregistrées sur ce fleuve, à la sédimentation dans les plaines inondables, et a probablement aussi eu un impact sur les populations humaines le long du fleuve. Encore plus tôt, il y a 17 000 à 16 800 ans, l'eau de fonte des glaciers en Éthiopie – qui reculaient à cette époque – a peut-être commencé à augmenter le flux d'eau et de sédiments dans le Nil. Dans le rift est-africain, les niveaux d'eau des lacs commencent à monter aux environs de 15 500 - 15 000 (il y a -13 000 ans) et le lac Kivu commence à déborder dans le lac Tanganyika il y a environ 10 500 ans.
À peu près au même moment, le climat glaciaire froid en Europe (associé à l'événement de Heinrich) se termine avec un changement climatique observé jusqu'en Australasie.
Un réchauffement et un recul de la glace de mer autour de l'Antarctique coïncident avec le début de la période humide africaine, bien que l'inversion du froid antarctique tombe également à cette période et puisse être liée à un intervalle de sécheresse enregistré dans le golfe de Guinée.

## Causes
La période humide africaine fut causée par une mousson ouest-africaine plus forte dirigée par des changements dans l'irradiance solaire et dans les rétroactions de l'albédo. Ceux-ci conduisirent à une humidité accrue à la fois de l'Atlantique équatorial vers l'Afrique de l'Ouest, ainsi que de l'Atlantique Nord et de la mer Méditerranée vers les côtes méditerranéennes d'Afrique. Il y eut alors des interactions complexes entre une circulation atmosphérique extra-tropicale et l'humidité provenant de l'océan Atlantique et de l'océan Indien, ainsi qu'un chevauchement accru entre les zones mouillées par la mousson et celles mouillées par les cyclones extratropicaux.
Les modèles climatiques indiquent que les changements d'un Sahara sec à un Sahara vert et inversement ont un comportement en seuil : le changement se produisant une fois qu'un certain niveau d'insolation est dépassé. De même, une baisse progressive de l'ensoleillement conduit souvent à une transition brutale vers un Sahara sec. Cela est dû à divers processus de rétroaction qui sont à l'œuvre et dans les modèles climatiques, il existe souvent plus d'un état climat-végétation stable. La température de surface de la mer et les changements de gaz à effet de serre ont synchronisé le début de l'AHP à travers l'Afrique.

### Changements orbitaux

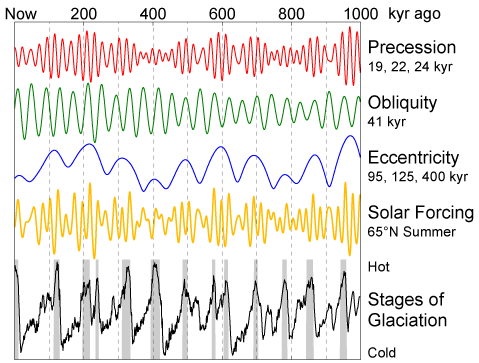
Cycles de Milankovich au cours du dernier million d'années

La période humide africaine est expliquée par une insolation accrue pendant l'été dans l'hémisphère nord.
En raison de la précession, la saison à laquelle la Terre passe le plus près du Soleil sur son orbite elliptique - le périhélie - change : l'insolation estivale maximale se produisant lorsque cela arrive durant l'été de l'hémisphère nord. Il y a entre 11 000 et 10 000 ans, la Terre a traversé le périhélie au moment du solstice d'été, augmentant la quantité de rayonnement solaire d'environ 8 %, ce qui produit une mousson africaine à la fois plus forte et plus septentrionale.
Il y a entre 15 000 et 5 000 ans, l'insolation estivale était au moins 4 % plus élevée qu'aujourd'hui. L'obliquité diminue également au cours de l'Holocène mais l'effet de ces changements sur le climat se concentre sur les hautes latitudes et son influence sur la mousson n'est pas établie.
Pendant l'été, le réchauffement solaire est plus fort sur les terres nord-africaines que sur l'océan, formant une zone de basse pression qui attire l'air humide et les précipitations de l'océan Atlantique. Cet effet est renforcé par l'insolation estivale accrue conduisant à une mousson plus forte et plus étendue au nord. Les effets de ces changements de circulation concernent les régions subtropicales.
L'obliquité et la précession sont à l'origine de deux des principaux cycles de Milankovich et sont responsables non seulement du début et de la fin des périodes glaciaires, mais aussi des variations d'ampleur de la mousson.
Il est attendu que les moussons de l'hémisphère sud aient une réponse opposée à celle des moussons de l'hémisphère nord à la précession, puisque l'insolation est inversée ; cette observation est confirmée par des données d'Amérique du Sud. Le changement de précession a augmenté la saisonnalité dans l'hémisphère nord tout en la diminuant dans l'hémisphère sud.

### Albédo
Selon la modélisation climatique, les changements orbitaux à eux seuls ne peuvent augmenter suffisamment les précipitations sur l'Afrique et expliquer la formation de grands lacs désertiques (330 000 km2) ou l'expansion vers le nord de la végétation, à moins que les changements de surface océanique et terrestre ne soient pris en compte.
La diminution de l'albédo résultant de changements du couvert végétal est un facteur important dans l'augmentation des précipitations. Plus précisément, l'augmentation des précipitations accroît la quantité de végétation ; celle-ci absorbe davantage de lumière solaire et, par conséquent, une plus grande quantité d'énergie est disponible pour la mousson. En outre, l'évapotranspiration de la végétation ajoute de l'humidité, bien que cet effet soit moins prononcé que l'albédo. Les flux de chaleur dans le sol et l'évaporation sont également modifiés par la végétation.
La réduction de la génération de poussière d'un Sahara plus humide influence le climat en réduisant la quantité de lumière absorbée par la poussière et en modifiant également les propriétés des nuages, les rendant moins réfléchissants et plus efficaces pour induire des précipitations. Dans les modèles climatiques, des quantités réduites de poussière dans la troposphère ainsi que des changements de végétation peuvent expliquer l'expansion vers le nord de la mousson. Il n'y a cependant pas de consensus sur les effets de la poussière sur les précipitations au Sahel, en partie parce que les effets de la poussière sur les précipitations dépendent de sa taille.
Au delà de variations de précipitations, la saisonnalité des précipitations (par exemple, la durée des saisons sèches) doit être prise en compte lors de l'évaluation des effets du changement climatique sur la végétation ainsi que l'effet fertilisant de l'augmentation des concentrations de dioxyde de carbone dans l'atmosphère.
Autres sources de changements d'albédo :
- modifications des propriétés du sol entraînant des changements dans la mousson; le remplacement de sols désertiques par des sols limoneux entraîne une augmentation des précipitations[119] et les sols humides[112] ou contenant de la matière organique réfléchissent moins la lumière du soleil et accélèrent le processus d'humidification. Des variations du sable désertique modifient également l'albédo[112].
- les changements d'albédo causés par les lacs et les zones humides[16] peuvent modifier les précipitations dans les modèles climatiques[119].

### Modifications de la zone de convergence intertropicale
Des zones extra-tropicales plus chaudes pendant l'été peuvent avoir attiré la zone de convergence intertropicale (ZCIT) vers le nord, entraînant des changements de précipitations. Les températures de surface de la mer au large de l'Afrique du Nord se sont réchauffées sous les effets orbitaux et par des alizés plus faibles, entraînant un mouvement vers le nord de la ZCIT et une augmentation des gradients d'humidité entre la terre et la mer.
Deux gradients de température, l'un entre un Atlantique plus frais au printemps et un continent africain déjà en train de se réchauffer, l'autre entre des températures plus chaudes au nord de 10° de latitude et un sud plus frais, peuvent avoir contribué à ce changement. En Afrique de l'Est, les changements de la ZCIT ont eu relativement peu d'effet sur les changements de précipitations. Le positionnement ancien en Arabie est également sujet à controverse.

### Modifications des précipitations en Afrique de l'Est
La période humide africaine qui a eu lieu en Afrique de l'Est semble avoir été causée par différents mécanismes. Parmi les mécanismes proposés figurent la diminution de la saisonnalité des précipitations en raison de l'augmentation des précipitations pendant la saison sèche, le raccourcissement de la saison sèche, l'augmentation des précipitations et l'augmentation de l'afflux d'humidité des océans Atlantique et Indien. L'afflux d'humidité de l'Atlantique est en partie déclenché par une mousson ouest-africaine et indienne plus forte, expliquant peut-être pourquoi les effets de la PHA se sont étendus à l'hémisphère sud.
Le rôle et l'ampleur des alizés (à l'est) n'est pas clair ; l'augmentation du transport d'humidité par les alizés d'est peut avoir contribué au développement de la PHA ; alternativement, il est probable qu'une mousson indienne plus forte ait éloigné les vents d'est de l'Afrique de l'Est.
Des changements dans la frontière aérienne du Congo ou une convergence accrue le long de cette frontière peuvent avoir contribué à ces changements à l'échelle du continent; la frontière aérienne du Congo aurait été déplacée vers l'est par les vents d'ouest plus forts dirigés par une pression atmosphérique plus basse sur l'Afrique du Nord, permettant à l'humidité de l'Atlantique d'atteindre l'Afrique de l'Est. Les parties de l'Afrique de l'Est qui furent isolées de l'humidité de l'Atlantique ne sont pas devenues significativement plus humides pendant la PHA bien que sur un site en Somalie, la saisonnalité des précipitations puisse, ou pas, avoir diminué.
Divers facteurs ont participé à l'augmentation de l'humidité en Afrique de l'Est ; ils ne se sont pas nécessairement déclenchés simultanément pendant la PHA. Le fait même que la PHA ait atteint l'Afrique de l'est est douteux.
Enfin, l'augmentation des concentrations de gaz à effet de serre, à l'époque, peut être impliquée dans l'apparition de la PHA en Afrique tropicale du sud-est ; des changements orbitaux conduisent à des variations climatiques opposées à celles de l'hémisphère nord.
Le schéma des changements hygrométriques dans le sud-est de l'Afrique est complexe.

### Facteurs supplémentaires
- Le changement climatique dans les latitudes les plus septentrionales peut avoir contribué à l'apparition de la PHA[97]. Le rétrécissement des calottes glaciaires scandinave et laurentidienne se produit en coïncidence avec le début de la PHA[112] et, dans les modèles climatiques, un recul des calottes glaciaires est souvent nécessaire pour simuler une période humide[139]. Leur existence pourrait également expliquer pourquoi l'AHP n'a pas commencé immédiatement avec le pic d'insolation précoce, car les calottes glaciaires encore existantes auraient refroidi légèrement le climat global[140][141].
- Les changements de température de surface de la mer dans l'Atlantique influencent la mousson africaine[97] et peuvent avoir influencé le début de la PHA. Des alizés plus faibles et une insolation plus élevée conduiraient à des températures plus chaudes de la surface océanique, augmentant les précipitations et les gradients d'humidité entre la terre et la mer[49]. Des changements de température de l'Atlantique Nord ont également été impliqués[108].
- Le réchauffement de la mer Méditerranée augmente la quantité de précipitations au Sahel ; cet effet est responsable de l'augmentation récente des précipitations au Sahel à notre époque, amplifiée par le réchauffement climatique anthropique. Des températures de surface plus chaudes pourraient également expliquer l'augmentation des précipitations enregistrées en Méditerranée[123] et l'intensité accrue des précipitations reconstituées à partir d'anciens fleuves du Sahara pendant la PHA[142].
- L'augmentation des précipitations en hiver est corrélée à une plus grande étendue spatiale des précipitations méditerranéennes et pourrait avoir contribué à l'établissement de la PHA, en particulier en Afrique du Nord[143][144][145], y compris au Maroc[146], dans le nord de l'Égypte[147], au nord de la mer Rouge[148], dans le Tibesti[149][150] et dans le nord de l'Arabie[123] et généralement à des latitudes plus élevées où la mousson n'arrivait pas. Ces précipitations peuvent s'être étendues à d'autres parties du Sahara ; cela aurait conduit au chevauchement des zones de précipitations estivales et hivernales[151][152] et au maintien de la zone sèche entre les zones climatiques influencées par la mousson et les vents d'ouest. De tels changements dans les précipitations provenant de Méditerranée peuvent être corrélés avec des oscillations atmosphériques de l'Atlantique Nord et de l'Arctique[143].
- Le transport d'humidité vers le nord par l'intermédiaire d'un creux pendant l'automne et le printemps a également été proposé pour expliquer l'augmentation des précipitations et sa sous-estimation par les modèles climatiques[16]. Dans un modèle climatique, l'augmentation du transport d'humidité vers le nord par de tels creux augmente les précipitations d'automne dans le Sahara, en particulier au milieu de l'Holocène et lorsque le climat y est déjà plus humide[153].
- Des anticyclones subtropicaux plus faibles ont été proposés comme une partie de l'explication dans les années 1970-1980.
- Dans les régions montagneuses telles que le champ volcanique de Meidob, les températures froides après le dernier maximum glaciaire peuvent avoir réduit l'évaporation et ainsi permis l'apparition précoce de la pluie[154].
- Les changements du champ géomagnétique terrestre peuvent être liés aux changements d'humidité[155].
- L'augmentation de l'apport d'humidité provenant de grands lacs comme le lac Megachad peut avoir augmenté les précipitations, bien que cet effet ne soit probablement pas suffisant pour expliquer l'ensemble de la PHA[156]. Un rôle similaire a été attribué aux vastes zones humides, aux bassins versants et aux lacs du Sahara oriental[157] et à l'écosystème en général[158].
- Deux vents de haute altitude, le Courant-jet d'Afrique de l'Est et le Jet d'Est Tropical modulent les flux d'air atmosphérique au-dessus de l'Afrique et, par là, les précipitations ; le Jet d'Est tropical vient d'Inde et est alimenté par des gradients de température entre les tropiques[50] et les subtropicaux tandis que le Jet d'Est africain est alimenté par des gradients de température au Sahel[159]. Une mousson ouest-africaine plus forte a entraîné un jet d'est africain plus faible et a ainsi diminué les taux d'humidité hors d'Afrique[128].
- L'augmentation des concentrations atmosphériques de dioxyde de carbone peut avoir joué un rôle dans le déclenchement de la PHA[112], en particulier son extension sur l'équateur[160], ainsi que sa reprise après le Dryas récent et l'événement d'Heinrich 1 grâce à l'augmentation des températures de surface de la mer[161].
- Dans certaines parties du Sahara, l'augmentation de l'approvisionnement en eau des régions montagneuses peut avoir contribué au développement de conditions humides[162][163].
- De plus grandes forêts en Eurasie peuvent avoir conduit à un déplacement vers le nord de la ZCIT[164].
- D'autres mécanismes proposés impliquent convection au-dessus de la couche limite atmosphérique[165], une augmentation des flux de chaleur latente[166], une pression basse dans le nord-ouest de l'Afrique attirant l'humidité dans le Sahara[167], des variations des cycles solaires[168] et des phénomènes complexes d'écoulement atmosphérique[169].

## Effets

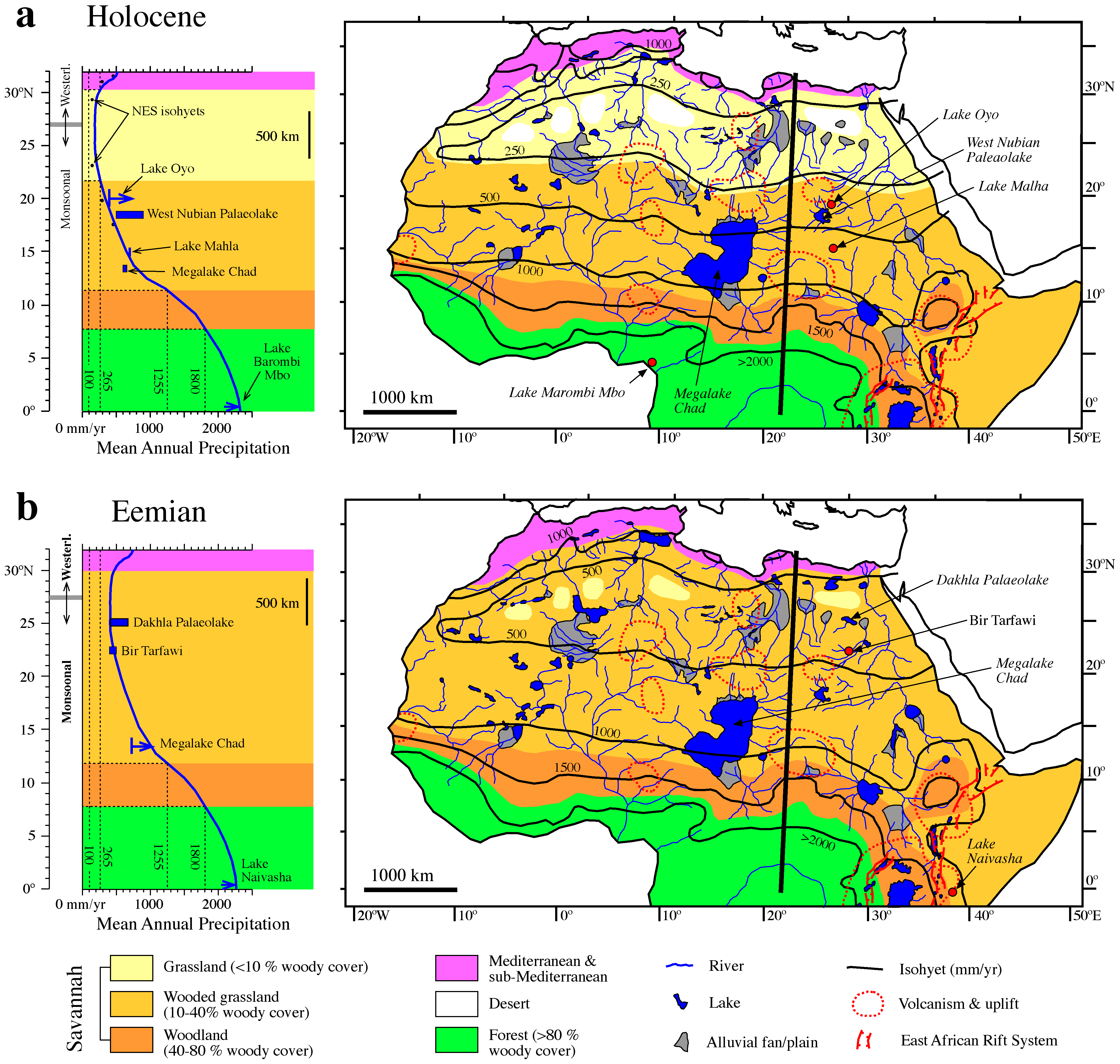
Végétation et masses d'eau à l'Éémien (en bas) et à l'Holocène (en haut).

La période humide africaine s'étendait sur le Sahara ainsi que sur l'Afrique orientale, sud-orientale et équatoriale. Des forêts et des terres boisées s'étendaient alors à travers le continent.
Un épisode humide similaire a eu lieu au même moment dans aux Amériques tropicales, en Chine, et dans d'autres zones asiatiques voisines, en Inde, dans la région de Makran, au Moyen-Orient et dans la péninsule arabique et semble se rapporter au même forçage orbital que la PHA.
Un premier épisode de mousson s'étend jusqu'au désert de Mojave en Amérique du Nord, à l'Holocène. En revanche, un épisode plus sec est enregistré dans une grande partie de l'Amérique du Sud (lac Titicaca, lac Junin) où le débit du fleuve Amazone et la disponibilité de l'eau dans l'Atacama étaient plus faibles.
Le débit des fleuves Congo, Niger, Nil, Ntem, Rufiji, et Sanaga augmente également à cette période. Le ruissellement en provenance d'Algérie, d'Afrique équatoriale, d'Afrique du nord-est et du Sahara occidental est aussi plus important au début de l'Holocène. Des changements de morphologie des systèmes fluviaux et de leurs plaines alluviales ont lieu, en réponse à l'augmentation de ces débits – le fleuve Sénégal élargi par exemple son lit, perce les dunes et rentre à nouveau dans l'Atlantique, après une période sèche.

### Zone saharienne

#### Chronologie
La dernière période pluviale du Sahara commence vers 10000 av. J.-C. et dure environ 6 000 ans. Elle s'atténue au fil du temps et se termine avec l'événement climatique de 5900 AP (3900 av. J.-C.). À ce moment, des conditions arides s'établissent à nouveau en Afrique du Nord et en Arabie et persistent jusqu'à aujourd'hui. La désertification avance et le désert se reforme. Les dates varient selon les endroits eu égard à la large zone géographique concernée.
Cette phase humide a été précédée et suivie de périodes beaucoup plus sèches. C'est la plus récente de plusieurs phases de « Sahara vert », durant lesquelles la savane arborée saharienne formait un biome beaucoup plus riche qu'aujourd'hui, qui abritait une population humaine plus importante que le désert actuel.

#### Flore et faune du Sahara

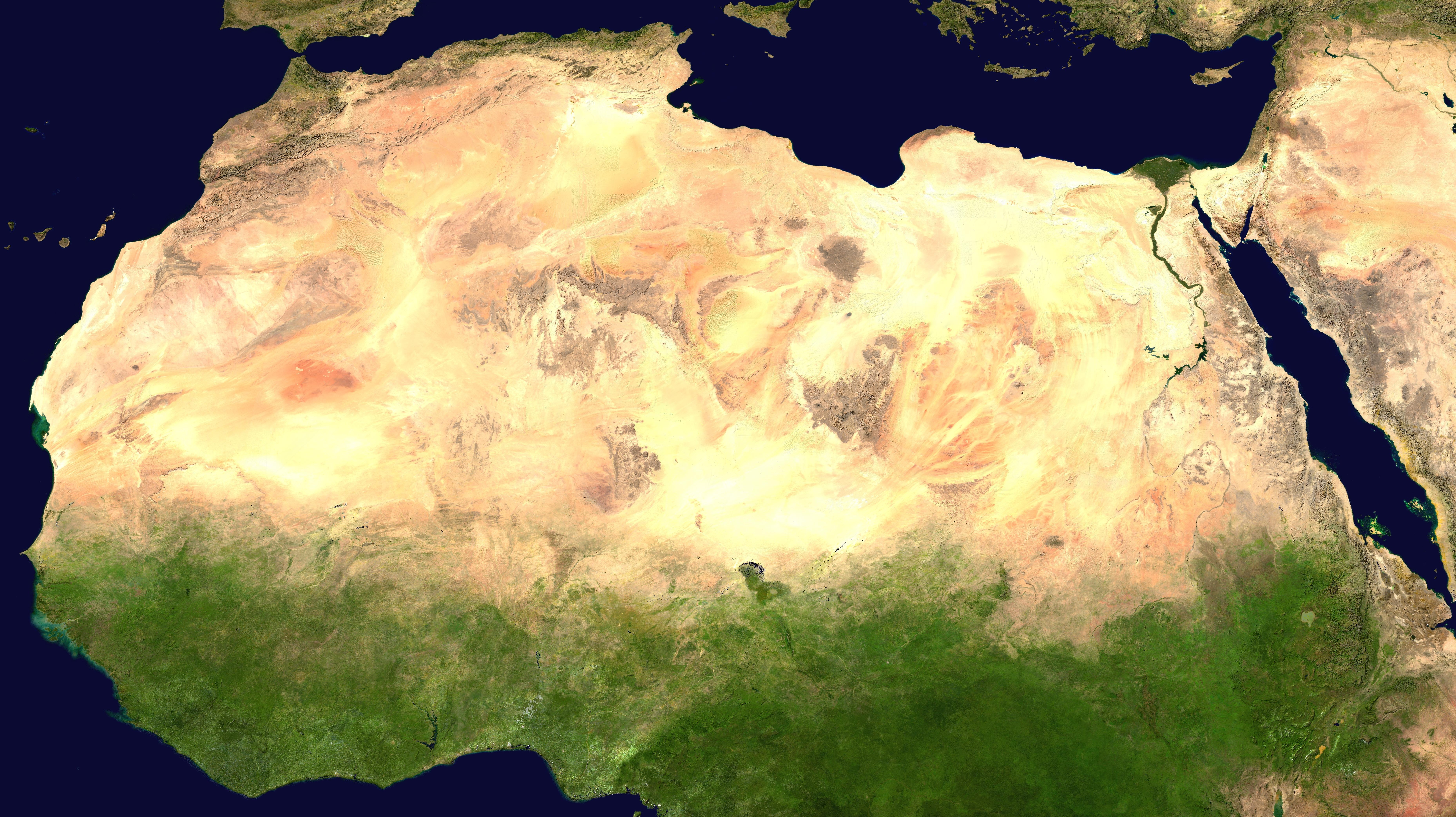
Le Sahara actuel est un désert parsemé de rares oasis, mais des nappes d'eau souterraines subsistent, de même que des graines de la végétation de savane.

Le nord de l'Afrique bénéficie d'un climat fertile durant la dernière période pluviale du Sahara. Ce qui est actuellement le désert du Sahara est un écosystème de savane, abritant des éléphants, des girafes et d'autres animaux des plaines et des bois, qu'on retrouve désormais au Sahel, région au sud du désert.
Pendant la période humide africaine, les lacs, rivières, zones humides et la végétation, y compris l'herbe et les arbres, couvraient le Sahara et le Sahel  créant un «Sahara vert»  avec une couverture terrestre qui n'a pas d'analogues modernes. Les preuves comprennent des données sur le pollen, des sites archéologiques, l'activité faunique telle que des diatomées, les mammifères, les ostracodes, des reptiles et des escargots, des vallées fluviales enfouies, d'anciens tapis microbiens riches en matières organiques, des mudstones, des évaporites ainsi que des travertins et des tufs déposés dans des environnements subaquatiques.

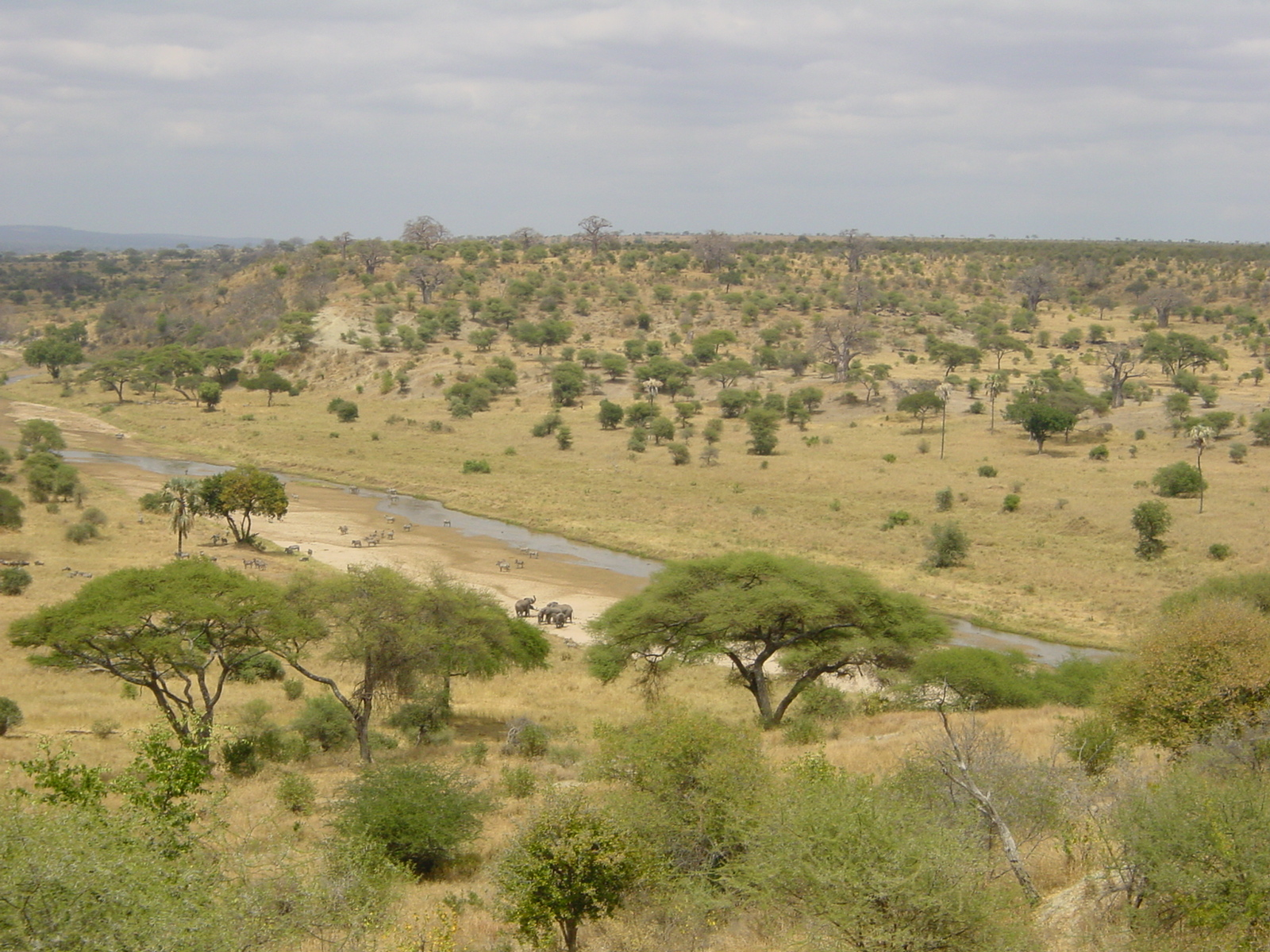
Une savane contemporaine, Parc national de Tarangire, Tanzanie

Le couvert végétal s'étendait alors sur la quasi-totalité du Sahara et consistait en une savane herbeuse ouverte avec des arbustes et des arbres. En général, la végétation s'étendait vers le nord jusqu'à 27 - 30° de latitude nord en Afrique de l'Ouest avec une limite sahélienne à environ 23° nord, alors que le Sahara était peuplé par des plantes qui se trouvent aujourd'hui souvent à environ 500 km, plus au sud. La migration végétale vers le nord a pris un certain temps et certaines espèces se sont déplacées plus rapidement que d'autres. Les plantes fixant le carbone C3 sont devenues plus courantes et le régime incendiaire de la végétation changea également.
Les forêts et les plantes tropicales étaient concentrées autour des lacs et des rivières. Le paysage au cours de la PHA a été décrit comme une mosaïque de divers types de végétation d'origine semi-désertique et humide plutôt qu'un simple déplacement vers le nord d'espèces végétales, et certaines communautés végétales brunes ou jaunes ont persisté. Il n'y a pas eu de déplacement vers le sud de plantes méditerranéennes pendant l'Holocène et sur les montagnes du Tibesti, les températures fraîches peuvent avoir limité l'expansion des plantes tropicales. Les données polliniques montrent souvent une prédominance des graminées. L'arbre Lophira alata et d'autres peuvent s'être répandus hors des forêts africaines pendant la PHA ; les plantes Lactuca peuvent s'être divisées en deux espèces sous les effets de la PHA et d'autres changements climatiques durant l'Holocène.
Le climat saharien n'est pas devenu entièrement homogène ; ses parties centre-est étaient probablement plus sèches que les secteurs ouest et centre et la mer de sable libyenne continua d'être un désert bien que les zones purement désertiques environnantes se soient transformées ou soient devenues arides / semi-arides. Une ceinture aride peut avoir existé au nord du 22° parallèle, ou bien la végétation et la mousson africaine pourraient avoir atteint 28–31° de latitude nord. Les conditions climatiques entre le 21° et le 28° de latitude nord sont mal connues. Des zones sèches ont peut-être persisté dans l'ombre pluviométrique des montagnes et ont pu abriter une végétation de climat aride, expliquant la présence de ce type de pollen dans les carottes de sédiments. De plus, les gradations nord-sud des modèles végétatifs ont été reconstruites à partir des données sur le charbon de bois et le pollen.

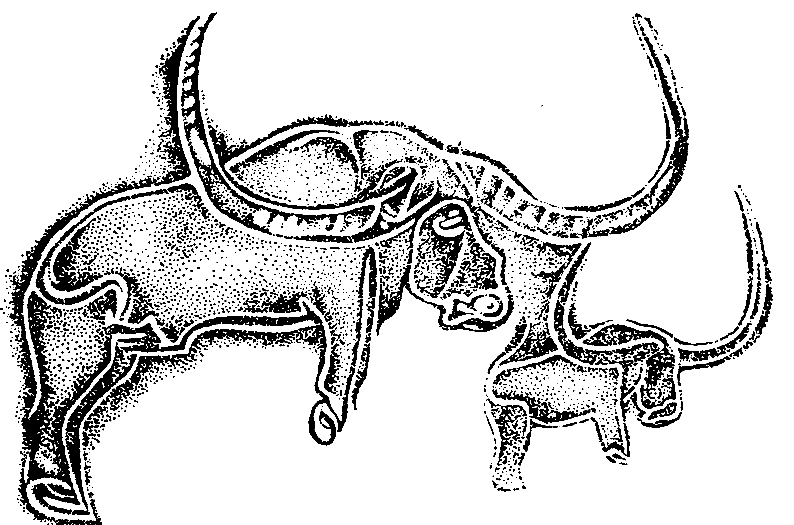
Gravure pariétale « bubaline » de la vallée de Mathendous, supposée représenter Pelorovis antiquus.

Les fossiles enregistrent des changements dans la faune animale du Sahara. Le corpus fossilifère mis en évidence daté de la période humide africaine comprend des ossements d'antilopes, de babouins, d'aulacodes, de poissons-chats, de palourdes, de cormorans, crocodiles, d'éléphants, de grenouilles, de gazelles, de girafes, de bubales, lièvres, d'hippopotames, , de mollusques, de perches du Nil, de pélicans, de rhinocéros, circaètes, de serpents, de tilapias, de crapauds, de tortues et de nombreux autres taxons. En Egypte, les fouilles ont permis d'exhumer des ossements de buffles d'Afrique, de hyènes tachetées, de phacochères, de gnous et de zèbres. Les fossiles de taxons aviaires comprennent des restes de corbeau à cou brun, de foulque macroule, de poule d'eau, de grèbe huppé, d'ibis luisant, de buse à longues pattes, de pigeon biset, d'oie à ailes éperonnées et de canard tufté. Plus rarement, une mégafaune, aujourd'hui disparue, est notamment représentée par un matériel archéologique attestant notamment la présence de Sivatherium et de Pelorovis.
De grands troupeaux d'animaux vivaient au Sahara. Certains animaux se répandirent dans tout le désert, tandis que d'autres se limitèrent aux eaux profondes. Des périodes humides antérieures dans le Sahara ont peut-être permis aux espèces de traverser le désert actuel. Une réduction des prairies ouvertes au début de la PHA peut expliquer une population de guépards importante au début de la période humide, tandis que la période humide a conduit à l'expansion de certaines populations animales telles que souris multimammaire d'Hubert.
L'historien et africaniste Roland Oliver décrit ainsi l'écosystème de la région saharienne au cours de cette période :

« Sur les hauts plateaux du Sahara central, au-delà du désert Libyque, […] dans les grands massifs du Tibesti et du Hoggar, les sommets, aujourd'hui constitués de roche nue, étaient couverts à cette époque de forêts de chênes, de noyers, de tilleuls, d'aulnes et d'ormes. Les pentes inférieures, ainsi que celles des massifs avoisinants — le Tassili et le Tadrart Acacus au nord, le plateau de l'Ennedi et le massif de l'Aïr au sud — portaient des oliviers, des genévriers et des pins d'Alep. Dans les vallées, des rivières pérennes grouillaient de poissons et étaient bordées de prairies fertiles. »

— Oliver.

#### Lacs et rivières du Sahara

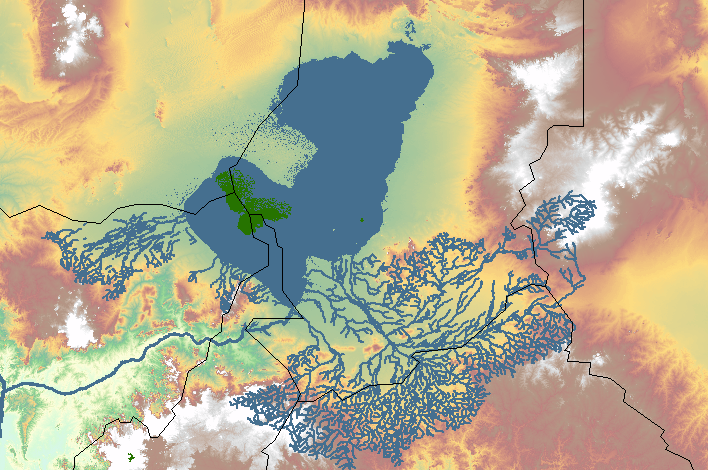
Lac « Mégatchad », avec le lac Tchad actuel en vert.

Grâce à la PHA, un certain nombre de lacs se sont formés ou se sont étendus dans le Sahara et les monts Hoggar et Tibesti. Le plus grand d'entre eux était le lac Tchad qui faisait au moins dix fois sa taille actuelle pour former le lac « Mégatchad ». Ce lac Tchad atteignit des dimensions de 1000 x 600 km, respectivement du nord au sud et d'est en ouest. Il couvrait la dépression du Bodélé et jusqu'à 8 % de l'actuel désert du Sahara. Il a lui-même contribué à l'influence du climat de la PHA ; par exemple, les précipitations se toruvaient réduites au centre du lac et augmentées sur ses bords. Le lac Tchad était peut-être alimenté au nord par des cours d'eau drainant le Hoggar (bassin du Taffassasset) et les monts du Tibesti, des monts Ennedi à l'est par les « paléorivières orientales » et du sud par le Chari - Logone et Rivières Komadougou. Le fleuve Chari était le principal affluent tandis que les fleuves drainant le Tibesti formaient des cônes alluviaux/le delta du fleuve Angamma à leur entrée dans le nord du lac Tchad. Des squelettes d'éléphants, d'hippopotames et d'hominidés ont été trouvés dans le delta de l'Angamma, qui est la caractéristique dominante du littoral du nord du lac Tchad. Le lac a débordé dans le fleuve Niger pendant la haute altitude à travers le Mayo Kebbi et la rivière Benue, atteignant finalement le golfe de Guinée. Les anciens systèmes de dunes ont été submergés par le lac Tchad.
Parmi les grands lacs qui se sont formés dans le Sahara figurent le lac Megafezzan en Libye et le lac Ptolémée au Soudan. Quade et al. (2018) soulève quelques doutes sur la taille et l'existence de certains de ces lacs comme le lac Ptolémée, le lac Megafezzan et le lac Ahnet-Mouydir. D'autres lacs sont connus à Adrar Bous au Niger, Era Kohor et Trou au Natron dans les monts du Tibesti, In-Atei dans le Hoggar, à Ine Sakane et à Taoudenni au Mali, les lacs Garat Ouda et Takarkori dans les monts Acacus, Chemchane en Mauritanie, Sebkha Mellala près de Ouargla en Algérie, à Bilma, Dibella, Fachi et Gobero dans le Ténéré, « Seeterrassental » au Niger et aux «Huit Crêtes» (Eight Ridges), El Atrun, Lac Gureinat, Merga, «Crête» (Ridge), Sidigh, à Wadi Mansurab, Selima et Oyo au Soudan.
Le lac Yoa des lacs d'Ounianga déborde, soit en surface, soit sous terre et des « mosaïques » de petits lacs se développent dans certaines régions. Les zones humides s'étendent au cours de la PHA, mais leur expansion et leur recul ultérieurs sont plus lents que ceux des lacs.
Dans certaines parties du Sahara, des lacs éphémères se forment, comme à Abu Ballas, Bir Kiseiba, Bir Sahara, Bir Tarfawi et Nabta Playa en Égypte qui pourraient être référencés par des religions égyptiennes ultérieures, ou des lacs marécageux comme à Adrar Bous près des Montagnes de l'Aïr. Des lacs éphémères se sont développés entre les dunes ; de plus, une immense oasis (« archipel d'eau douce ») semble avoir existé dans le bassin de Murzuq. Tous ces systèmes lacustres laissent des fossiles tels que des poissons, des sédiments limniques et des sols fertiles qui sont ensuite cultivés (El Deir, Oasis Kharga).
Enfin, des lacs de cratère se forment dans des champs volcaniques et survivent parfois jusqu'à ce jour en tant que petits lacs résiduels tels que le cratère Malha dans le champ volcanique de Meidob. La disponibilité accrue d'eau pendant la PHA peut potentiellement avoir facilité l'apparition d'éruptions phréatomagmatiques telles que la formation de maar dans le champ volcanique de Bayuda, bien que la chronologie des éruptions volcaniques ne soit pas suffisamment connue pour étayer un lien avec la PHA.
Le grand fleuve Tamanrasset coulait des montagnes de l'Atlas et du Hoggar vers l'ouest vers l'Atlantique et y pénétrait dans la baie d'Arguin en Maurétanie. Il formait autrefois le 12e plus grand bassin versant du monde et laissa un canyon sous-marin et des sédiments fluviaux. Avec d'autres rivières, il forme des estuaires et des mangroves dans la baie d'Arguin.
D'autres rivières de la même zone forment également des canyons sous-marins ; des modèles de sédimentation marine ainsi que la survenue de glissements de terrain sous-marins dans la région sont liés à l'activité de ces rivières.
Des rivières telles que l'Irharhar en Algérie, en Libye et en Tunisie et les rivières Sahabi et Kufra en Libye étaient actives pendant cette période bien qu'il existe un doute sur leur pérennité ; elles semblent avoir été plus importantes dans les périodes humides antérieures. Les petits bassins versants. les oueds et les rivières se déversant dans des bassins endoréiques tels que Wadi Tanezzuft ont également transporté de l'eau pendant la PHA.
En Égypte, certaines rivières actives pendant la PHA sont maintenant des crêtes de gravier. Dans les montagnes de l'Aïr, du Hoggar et du Tibesti, la « terrasse du milieu » fut formée à cette époque.
Les fleuves du Sahara, les lacs et leurs bassins versants peuvent avoir servi de voies de propagation des humains et des animaux, les rivières étaient souvent reliées entre elles par des cônes alluvionnaires. Certains animaux se sont propagés grâce aux rivières, dont : le crocodile du Nil et des poissons Clarias gariepinus et Tilapia zillii. Il est possible que le nom Tassili n'Ajjer, qui signifie « plateau des fleuves » en berbère, soit une référence aux débits fluviaux passés. D'autre part, les débits intenses de ces rivières ont peut-être rendu leurs rives dangereuses pour l'homme et ont ainsi conféré une raison supplémentaire pour des déplacements humains.

#### Les humains au Sahara

##### Fouilles études et travaux
Le récit classique du mode de vie de cette période provient d'enquêtes menées au Soudan, au cours de la Seconde Guerre mondiale, par l'archéologue britannique Anthony Arkell. Le rapport d'Arkell décrit un peuplement de l'âge de la pierre tardif sur un banc de sable du Nil Bleu, dont l'étiage était alors environ 3,5 m plus haut que son niveau de crue actuel. L'environnement était clairement celui d'une savane, et non pas le désert actuel, comme en témoignent les os des espèces les plus communes qu'on ait trouvées, les antilopes, lesquelles ont besoin de grandes étendues de graminées. Les populations vivent probablement principalement de poissons, et Arkell conclut, au vu de toutes les preuves disponibles, que le niveau des précipitations était au moins trois fois supérieur à ce qu'il est de nos jours. Les caractéristiques physiques des restes de squelettes suggèrent que ces populations étaient proches des peuples nilotiques, tels que les Nuer et les Dinka. Les datations ultérieures par le carbone 14 attribuent au site étudié par Arkell un âge allant de 7 000 à 5000 av. J.-C. Sur la foi de comparaisons avec des sites fouillés par des Français au Tchad, au Mali et au Niger (des harpons d'os et une poterie typique faite de lignes ondulées), Arkell déduisit l'existence d'une « culture commune de chasse et de pêche diffusée au travers de l'Afrique par des populations négroïdes à la latitude approximative de l'actuelle Khartoum, à une époque où le climat n'était pas encore désertique. » Les inventeurs de la poterie à lignes ondulées ne sont pas encore identifiés.
Dans les années 1960, l'archéologue français Gabriel Camps étudie les restes d'une communauté de chasseurs pêcheurs datant d'environ 6500 av. J.-C. dans le sud de l'Algérie. Ces faiseurs de poteries, ornées là encore de lignes ondulées, étaient des Africains Noirs plutôt que des Méditerranéens.

##### Séquençage
Le séquençage de dents de deux femmes du site de Takarkori (en) datant de 7 000 ans, révèle une lignée isolée de pasteurs proche des chasseurs-cueilleurs qui vivaient il y a 15 000 ans dans la grotte de Taforalt au Maroc. Elle est exempte d'ADN subsaharien ancien et possède 10 fois moins d'ADN néandertalien que les populations européennes. Cette lignée a fini par s'éteindre mais, mêlée aux populations proche-orientales, elle a pu contribuer au substrat local des populations nord-africaines,.

##### Mode et conditions de vie attestés par le corpus archéologique
Les conséquences pratiques de ces changements prennent la forme d'un accroissement de la disponibilité alimentaire, poissons, canards, mollusques d'eau douce, rongeurs, hippopotames et crocodiles. La richesse de la biomasse aquatique et de celle proche des rives des cours d'eau est exploitée par les Hommes, qui fabriquent radeaux, embarcations, hameçons, harpons, filets, lignes de pêche, etc. Ce mode de vie autorise l'existence de communautés plus grandes que celles cantonnées à la chasse. Cela, ainsi que le développement local de la poterie, où les liquides pouvaient être stockés et chauffés, amène une « révolution culinaire » avec des aliments tels que soupes, ragoûts de poisson et bouillies. La bouillie implique la cuisson des céréales récoltées.
Les conditions et les ressources étaient mûres pour d'abord les chasseurs-cueilleurs, les pêcheurs et, plus tard, les éleveurs, qui arrivèrent au Sahara au moment où les lacs se développèrent. Ils peuvent provenir soit du nord (Maghreb ou Cyrénaïque où se situait la culture capsienne, du sud (Afrique sub-saharienne), soit de l'est (Vallée du Nil). La population humaine au Sahara a augmenté au début de la PHA. Des traces d'activité humaine ont été trouvées dans les monts Acacus où des grottes et des abris sous roche étaient utilisés comme camps de base pour les humains, comme la grotte Uan Afuda et les abris sous roche Uan Tabu et Takarkori. La première occupation à Takarkori a eu lieu il y a entre 10 000 et 9 000 ans, environ cinq millénaires d'évolution culturelle humaine y sont enregistrés. À Gobero dans le désert du Ténéré un cimetière a été retrouvé, qui a servi à reconstituer le mode de vie de ces anciens habitants du Sahara, et au lac Ptolémée en Nubie des humains se sont installés près de la rive du lac, utilisant ses ressources et peut-être même s'adonner à des activités de loisirs. À cette époque, de nombreux humains semblent avoir dépendu des ressources liées à l'eau, car de nombreux outils laissés par les premiers humains sont associés à la pêche ; c'est pourquoi cette culture est également connue sous le nom d'« aqualithique » bien que des différences substantielles entre les cultures de divers endroits aient été trouvées. Le verdissement du Sahara a entraîné une expansion démographique et surtout au Sahara oriental l'occupation humaine coïncide avec l'AHP. À l'inverse, l'occupation a diminué le long de la vallée du Nil, peut-être en raison de l'expansion des zones humides là-bas et des fréquentes inondations à grande échelle du delta du Nil.
Les humains chassaient les grands animaux avec des armes trouvées dans des sites archéologiques. Des céréales sauvages présentes dans le Sahara pendant la PHA comme le brachiaria, le sorgho et l'urochloa étaient une source supplémentaire de nourriture. Les humains ont également domestiqué des bovins, des chèvres et des moutons ; la domestication du bétail s'est produite surtout dans le Sahara oriental, plus variable sur le plan environnemental. L'élevage s'est sérieusement développé il y a environ 7 000 ans lorsque les animaux domestiques sont arrivés au Sahara, et un boom démographique peut être lié à ce changement de pratiques culturelles les bovins et les chèvres se répandent vers le sud-ouest depuis l'extrême nord-est de l'Afrique à partir de 8 000 ans avant le présent. La laiterie a été démontrée dans certains endroits et l'élevage de bétail est soutenu par la représentation fréquente de bétail dans les peintures rupestres. La pirogue Dufuna, l'un des plus anciens navires connus au monde, semble dater de la période humide de l'Holocène et implique que les plans d'eau de cette époque étaient côtoyés par des humains. Les unités culturelles « Masara » et « Bashendi » existaient dans l'oasis de Dakhleh pendant la PHA. Dans les monts Acacus, plusieurs horizons culturels connus sous les noms d'Acacus précoce et tardif et de Pastorale précoce, moyenne, tardive et finale ont été identifiés tandis qu'au Niger la culture kiffienne a été liée au début de la PHA. Les civilisations anciennes ont prospéré avec l'agriculture et l'élevage apparaissant dans les installations néolithiques. Il est possible que la domestication des plantes en Afrique ait été retardée par l'augmentation de la disponibilité alimentaire pendant l'AHP, elle n'a eu lieu que vers 2 500 av.

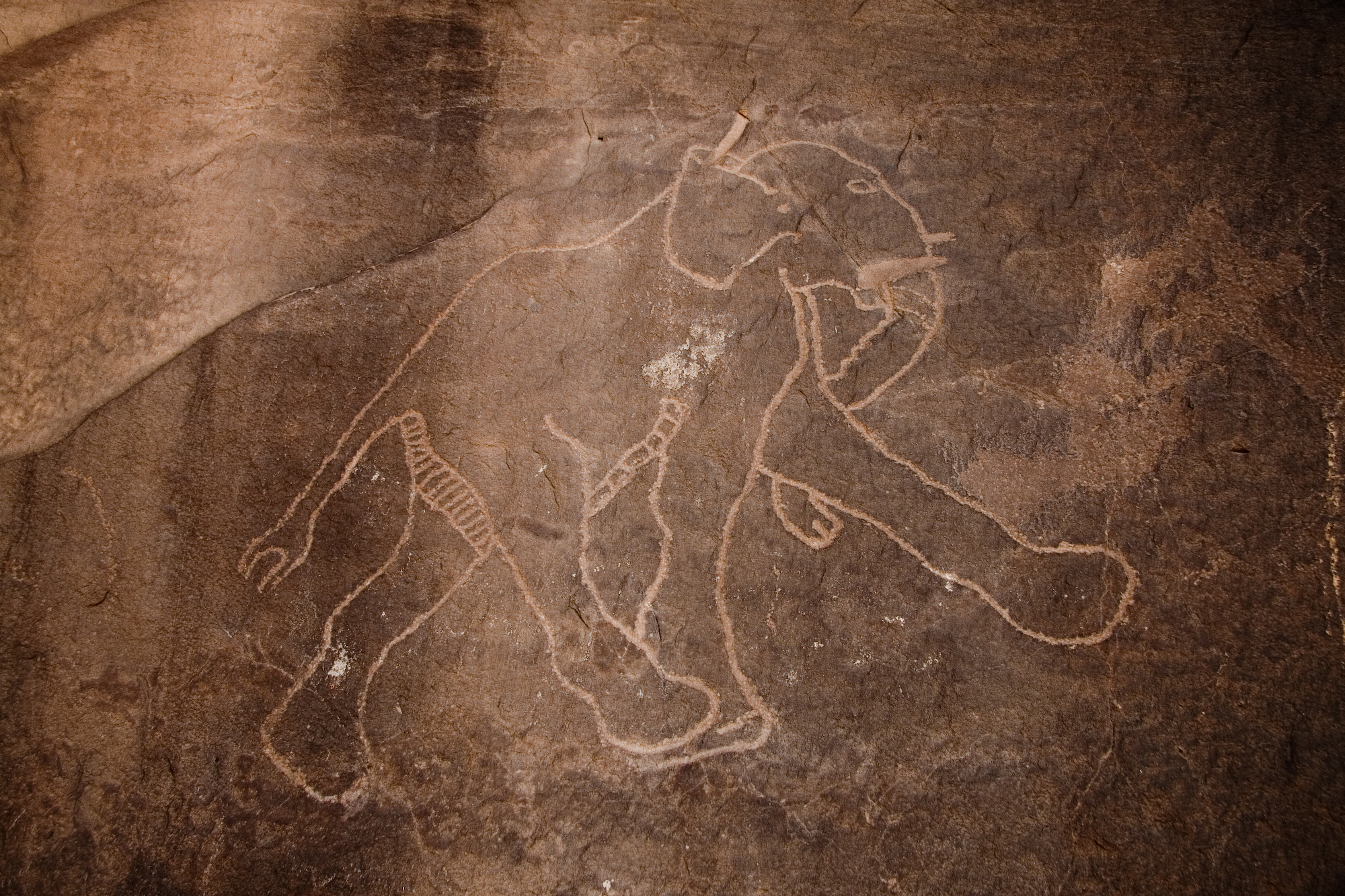
Gravure d'éléphants en Libye, reflétant le changement brutal de conditions climatiques.

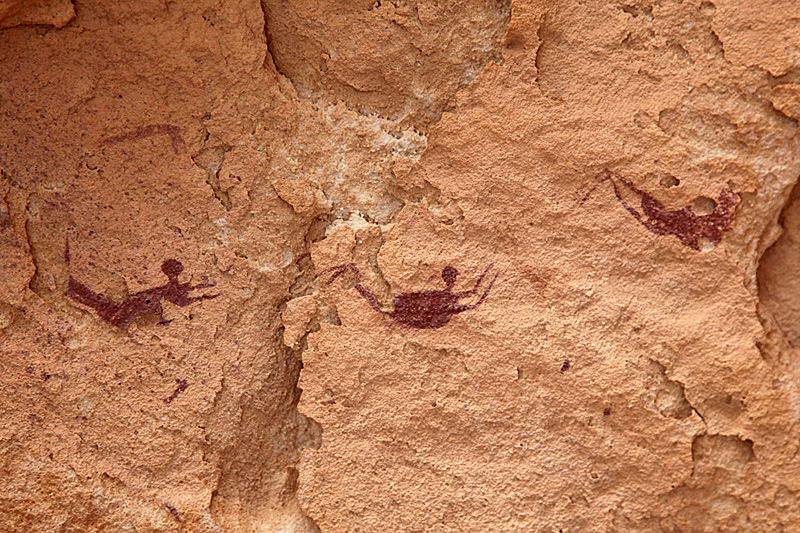
Images de nageurs dans la Grotte des Nageurs.

De l'art rupestre tel que des pétroglyphes et des peintures rupestres ont été retrouvés au Sahara, peut-être la plus grande densité de telles créations au monde. Les scènes incluent des animaux et des scènes de vie quotidienne comme la natation qui soutient la thèse de la présence de climats plus humides sous ces latitudes. Un exemple de pétroglyphes bien connu est la grotte des nageurs dans les montagnes de Gilf Kebir en Égypte ; d'autres sites renommés sont les montagnes Gabal El Uweinat également en Egypte, l'Arabie ; le Tassili n'Ajjer, en Algérie,, ; ainsi que dans le Sahara central et dans l'est du Soudan où des peintures rupestres de cette époque ont été découvertes.
Des civilisations humaines ont également laissé des artefacts tels que Fesselsteine et des céramiques dans ce que sont aujourd'hui des déserts inhospitaliers.
L'Afrique du Nord avec l'Asie de l'Est est l'un des premiers endroits où la poterie s'est développée probablement sous l'influence d'une disponibilité accrue des ressources pendant la PHA. La période a également favorisé son développement et sa diffusion en Afrique de l'Ouest au cours du Xe millénaire av. J.-C. ; le motif dit en «ligne ondulée» ou «ligne ondulée pointillée» était répandu dans toute l'Afrique du Nord et jusqu'au lac Turkana.
Ces populations ont été décrites comme épipaléolithiques, mésolithiques et néolithiques et ont produit une variété d'outils lithiques et d'autres assemblages.
En Afrique de l'Ouest, le changement culturel de l'âge de pierre moyen africain à l'âge de pierre tardif accompagne le début de la PHA. Des données génétiques et archéologiques indiquent que ces populations exploitant les ressources locales sont probablement originaires d'Afrique sub-saharienne et se sont déplacées vers le nord, après le verdissement du désert ; cette expansion peut être discernée dans la propagation vers le nord des génomes du macrohaplogroupe L et de l'haplogroupe U6.
En retour, la PHA facilite le mouvement de certaines populations eurasiennes vers l'Afrique, et les voyages bidirectionnels à travers le Sahara plus généralement. Ces conditions favorables aux populations humaines peuvent se refléter dans les mythes paradisiaques tels que le Jardin d'Eden dans La Bible et l'Elysée et l'Age d'or dans l'Antiquité classique, et dans la diffusion des langues nilo-sahariennes.
Des restes humains sont découverts en 2000 sur le site de Gobero, dans le Ténéré, au nord-est du Niger,. Les découvertes faites à Gobero sont les traces remarquablement préservées des habitats et tombes de la culture des Kiffiens (7700 - 6200 av. J.-C.) et de la culture ténéréenne (5200 - 2500 av. J.-C.).
Des poteries à décor ondulé et ponctué ont été localisées près du lac Turkana mais sont difficiles à dater. Vers 3000 av. J.-C., il n'apparaît pas que les populations du bassin du Turkana utilisaient des harpons non plus que la poterie ponctuée et ondulée, mais le poisson constituait une part importante de leur régime alimentaire.

##### Migrations
L'assèchement du Sahara, à la fin de la période, a peut-être entrainé le reflux de populations sahariennes vers la vallée du Nil, ce qui aurait favorisé en Égypte le développement de cultures pré-étatiques,.

#### Traces complémentaires au Sahara
L'expansion de la végétation et la formation du sol ont stabilisé les dunes auparavant mouvantes, donnant finalement naissance aux dunes actuelles de draa dans la Grande Mer de Sable d'Égypte par exemple, bien que l'on ne sache pas si cette stabilisation fut généralisée. Le développement du sol et l'activité biologique dans les sols sont attestés dans les monts Acacus et la région de Mesak Settafet en Libye, mais des preuves de pédogenèse (comme le fer des tourbières) sont également décrits dans d'autres parties du Sahara. Dans la couche sableuse de Selima, le paysage a subi une troncature et une bioturbation érosives. Le Sahara central et méridional a vu le développement de gisements alluviaux tandis que des gisements de sebkha sont connus au Sahara occidental. Par ailleurs, des coups de foudre dans le sol ont laissé des fulgurites dans certaines parties du Sahara central, qui peuvent également aider à retracer la géologie.

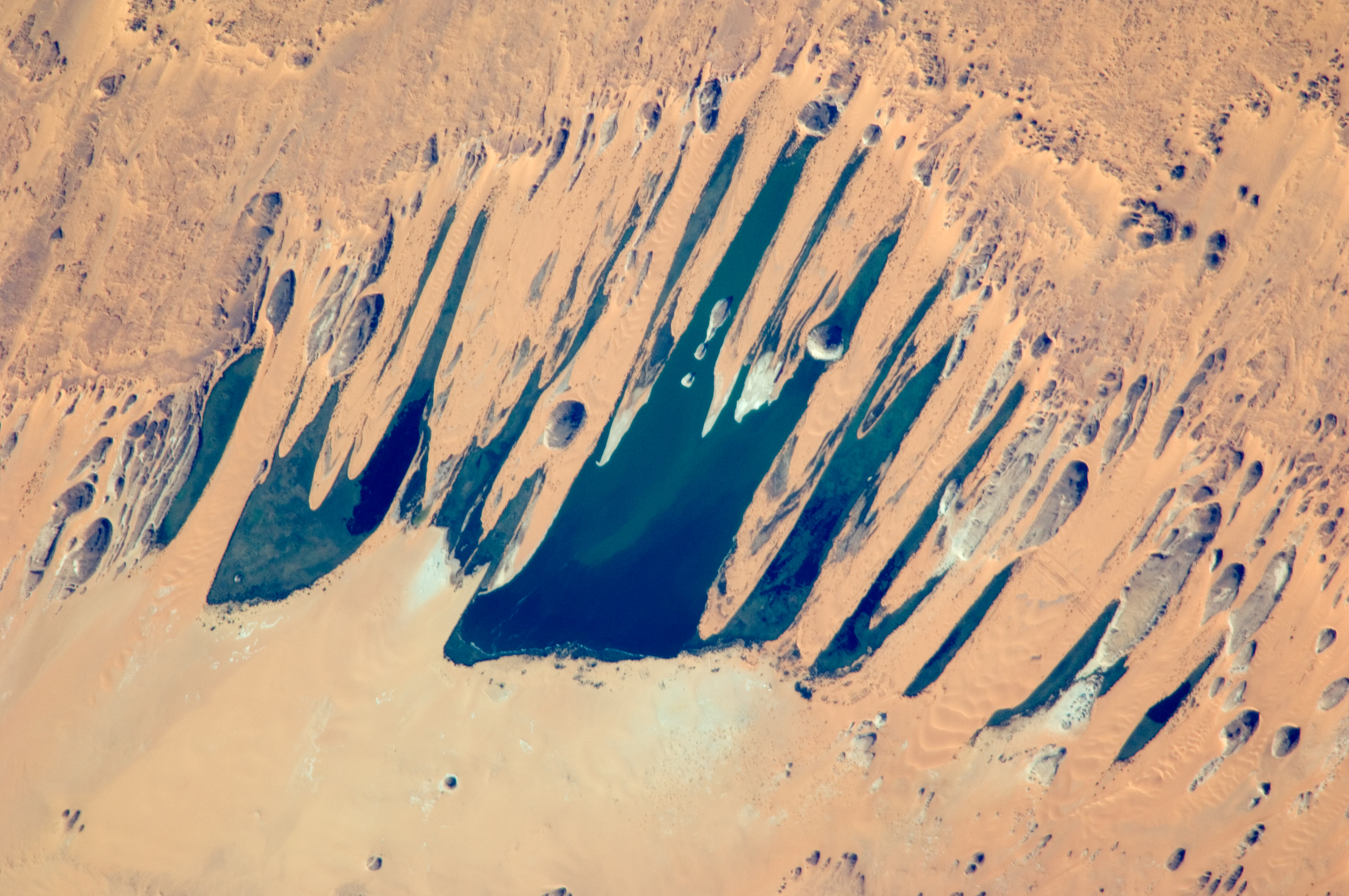
Les lacs d'Ounianga (Nord Tchad) sont rechargés à partir d'eaux souterraines fossiles qui ont pris naissance en partie pendant la PHA.

L'augmentation des précipitations a également entraîné la recharge de nappes aquifères telles que le bassin de Nubie. L'eau de ce bassin entretient toujours plusieurs lacs dans le Sahara, tels que les lacs d'Ounianga.
D'autres systèmes d'eaux souterraines étaient présents à cette époque dans les monts Acacus, les montagnes de l'Aïr, dans le Fezzan et ailleurs en Libye et au Sahel.
Des nappes phréatiques «surélevées» fournissaient de l'eau à la flore et se déversaient dans des dépressions, des lacs et des vallées, formant des dépôts carbonates et alimentant des lacs.
La formation de lacs et la végétation réduisent le déplacement de poussières du Sahara. Cela a été constaté dans des carottes marines, dont une carotte où le déplacement de poussières a diminué de près de moitié. Dans les endroits côtiers, comme à Oman, l'élévation du niveau de la mer a également réduit la production de poussière. En Méditerranée, une diminution de l'apport de poussière s'accompagne d'une augmentation de l'apport de sédiments du Nil, entraînant des changements dans la composition des sédiments marins.
La mousson a pu soit augmenter ou réduire la remontée d'eau au large de l'Afrique du Nord-Ouest ; certaines recherches suggèrent que le renforcement des remontées aquifères contribua à diminuer les températures de surface de la mer et à augmenter sa productivité biologique, alors que d'autres recherches suggèrent que le contraire s'est produit : moins de remontées et plus d'humidité.
Cependant, que la remontée d'eau ait augmenté ou diminué, il est possible que le renforcement de la mousson ait stimulé la productivité au large des côtes de l'Afrique du Nord parce que l'augmentation des débits fluviaux fourni plus de nutriments à la mer.
Le déclin de l'apport de poussières peut avoir provoqué le ralentissement ou l'arrêt de la croissance des coraux d'eau profonde dans l'Atlantique oriental pendant la PHA en les privant de nutriments.

### Arabie
Les précipitations dans le Dhofar et le sud-ouest de l'Arabie sont apportées par la mousson africaine, et un changement vers un climat plus humide ressemblant à l'Afrique a été noté dans le sud de l'Arabie et à Socotra à partir de dépôts de grottes et de rivières. Ce climat a peut-être atteint le Qatar.
Des paléolacs holocènes sont enregistrés à Tayma, Jubbah, dans les Wahiba Sands d'Oman et à Mundafan.
Dans le Rub al-Khali, des lacs se forment entre 9 000 et 7 000 ans et les dunes sont stabilisées par la nouvelle végétation, bien que la formation de lacs y ait été moins prononcée qu'au Pléistocène. Le système fluvial Wadi ad-Dawasir dans le centre de l'Arabie saoudite redevient actif avec une augmentation du ruissellement fluvial dans le golfe Persique. Les oueds d'Oman s'érodent à travers les dunes du «LGM» et forment des terrasses alluviales.
Des épisodes d'augmentation des débits fluviaux se produisent au Yémen et une augmentation des précipitations est enregistrée dans les grottes de Hoti, Qunf à Oman, Mukalla au Yémen et la grotte Hoq à Socotra. L'augmentation des précipitations entraîne une augmentation de l'écoulement des eaux souterraines, générant des lacs alimentés par les eaux souterraines et des dépôts carbonate.
Les forêts et leurs feux réguliers s'étendent en Arabie. Les sources d'eau douce en Arabie pendant la PHA deviennent des points de convergence des sociétés humaines et l'élevage entre les montagnes et les plaines prend naissance.
Une activité karstique a lieu sur les récifs coralliens exposés de la mer Rouge et des traces en sont encore reconnaissables aujourd'hui. L'augmentation des précipitations est également invoquée pour expliquer une diminution de salinité dans la mer Rouge. L'art rupestre représente la faune qui existait en Arabie pendant la période humide. Des sites archéologiques tels que des cairns apparaissent avec le début de la période humide.
La période humide en Arabie ne dure pas aussi longtemps qu'en Afrique et les déserts ne reculent pas tant. De plus, les précipitations n'atteignent pas tout à fait le centre et le nord de la péninsule. Oman redevient temporairement humide ou tempérée à cette période, mais le nord de l'Arabie reste plus sec que le sud. Une étude estime que la quantité de précipitations dans la mer Rouge augmente d'environ un mètre/an durant la PHA. Il est encore difficile de savoir si certains anciens lacs d'Arabie n'étaient pas en réalité des marais.

### Afrique de l'Est
Le débit du Nil était plus élevé qu'aujourd'hui et au début de la période humide africaine, le Nil égyptien débordait de 3 à 5 mètres avant le contrôle des crues. L'augmentation des inondations a peut-être rendu la vallée du Nil marécageuse et inhospitalière et pourrait expliquer pourquoi de nombreux sites archéologiques le long du Nil ont été abandonnés pendant la PHA, avec de violents conflits reconstruits à partir du site archéologique de Jebel Sahaba. Sitôt après le Dryas, le Nil Bleu aurait été la principale source d'eau du Nil. Les eaux du Nil remplissent alors des dépressions comme la dépression du Fayoum pour former un lac profond avec des eaux de fond anoxiques et atteignant 20 mètres au-dessus du niveau de la mer, après qu'une barrière géomorphique a été franchie. Des zones humides et des canaux anastomosés se développent dans le delta du Nil à mesure que l'apport de sédiments augmentait. De plus, les affluents du Nil dans le nord-ouest du Soudan tels que Wadi Al-Malik, Wadi Howar et la Vallée des Reines se sont activés pendant la PHA et ont apporté des sédiments au Nil. Wadi Howar était actif jusqu'à il y a 4 500 ans, et à l'époque contenait souvent des lacs, des marécages et des zones humides entourés de dunes, c'était le plus grand affluent saharien du Nil et il constituait une voie importante vers l'Afrique sub-saharienne. À l'inverse, le lac Victoria et le lac Albert ne s'écoulaient apparemment pas dans le Nil blanc durant l'intégralité de la PHA ; le débit du Nil blanc aurait été soutenu par le déversement du lac Turkana. Le débit du Nil Bleu à eu tendance à diminuer par rapport à celui du Nil Blanc au cours de cette période. Le Nil bleu forme un cône alluvial à sa confluence avec le Nil Blanc, et l'incision par le Nil a réduit le risque d'inondation dans certaines zones qui se sont ainsi dégagées pour l'usage humain.

Certains lacs se sont formés ou se sont agrandis pendant la période humide africaine (en rouge).

Les lacs fermés d'Afrique de l'Est s'élèvent, parfois de plusieurs centaines de mètres: le lac Suguta se développe dans la vallée de la Suguta, accompagné de la formation de deltas fluviaux où des rivières telles que la rivière Baragoi entrent dans le lac. À son tour, le lac Suguta déborde dans la rivière Kerio, qui vient emplir le lac Turkana où l'augmentation du débit de la rivière Turkwel conduit à la formation d'un grand delta fluvial. Plus de la moitié de l'eau du lac Turkana provient alors de la rivière Omo, une baisse par rapport aux conditions actuelles. Le lac Chamo, le lac Abaya et les bassins de Chew Bahir forment un système fluvial se jetant dans le lac Turkana, qui lui-même déborde au nord-ouest – formant le marais Lotikipi – dans le Nil blanc. Les dépôts de ce haut lac forment la formation de Galana Boi. Ce grand lac d'eau douce est propice aux sociétés humaines, généralement le long de baies, de caps et de rivages protégés. Ces sociétés s'y livrent à la pêche mais peuvent également s'alimenter sur d'autres ressources régionales.
Le lac éthiopien Abhe s'étend sur 6 000 km carrés, beaucoup plus que le lac actuel, dans le cycle lacustre «Abhe IV»-«Abhe V». Cette étendue couvrait une vaste zone à l'ouest du lac actuel, les lacs actuels Afambo, Gamari et Tendaho, réduisant Borawli, Dama Ale et Kurub à des îles. Le niveau d'eau maximal est atteint au début de l'Holocène, lorsque le débit de la rivière s'amplifie, mais ce niveau est par la suite limité par un débordement partiel et ne dépasse pas 380 mètres d'altitude. Une recharge thermique profonde des eaux souterraines se produit dans la région.
Environ 9 000 ans d'occupation humaine sont documentés sur le lac. Les sites archéologiques indiquent que les habitants tiraient leurs ressources du lac et ont suivi son ascension et son déclin. Les traditions culturelles autour du lac Abhe semblent inhabituelles selon les normes de la PHA
Le lac Ziway et le lac Shala en Éthiopie se joignent au lac Abijatta et au lac Langano pour former un grand plan d'eau qui se déverse ensuite dans la rivière Awash. D'autres lacs s'étendent : le lac Ashenge et le lac Haïk également en Éthiopie, le lac Bogoria, lac Naivasha et lac Nakuru / lac Elmenteita, tous au Kenya, ainsi que le lac Masoko en Tanzanie.
Par ailleurs, des lacs se forment dans la caldeira du volcan Menengai et dans la région de Chalbi à l'est du lac Turkana ; le lac couvrait une superficie d'environ 10 000 kilomètres carrés.
Le lac Magadi se forme au début de l'Holocène, avec 1 600 kilomètres carrés et 50m de profondeur. Dans la dépression de Danakil en Éthiopie, l'eau douce est présente. Des lacs se forment dans des dépressions sur les montagnes autour du lac Kivu. Certains de ces lacs se connectent par débordement : le lac Nakuru-Elmenteita draine vers le nord via la caldeira de Menengai, les lacs Baringo-Bogoria et Suguta dans le lac Turkana et de là dans le Nil, creusant des gorges le long du chemin. Le lac Naivasha coule vers le sud à travers le lac Siriata dans le lac Magadi-Natron. Le débordement de plusieurs de ces lacs permet aux animaux, y compris le crocodile du Nil et des poissons, de se propager dans les bassins lacustres, mais semble entraver de même la propagation de nombreux mammifères terrestres.

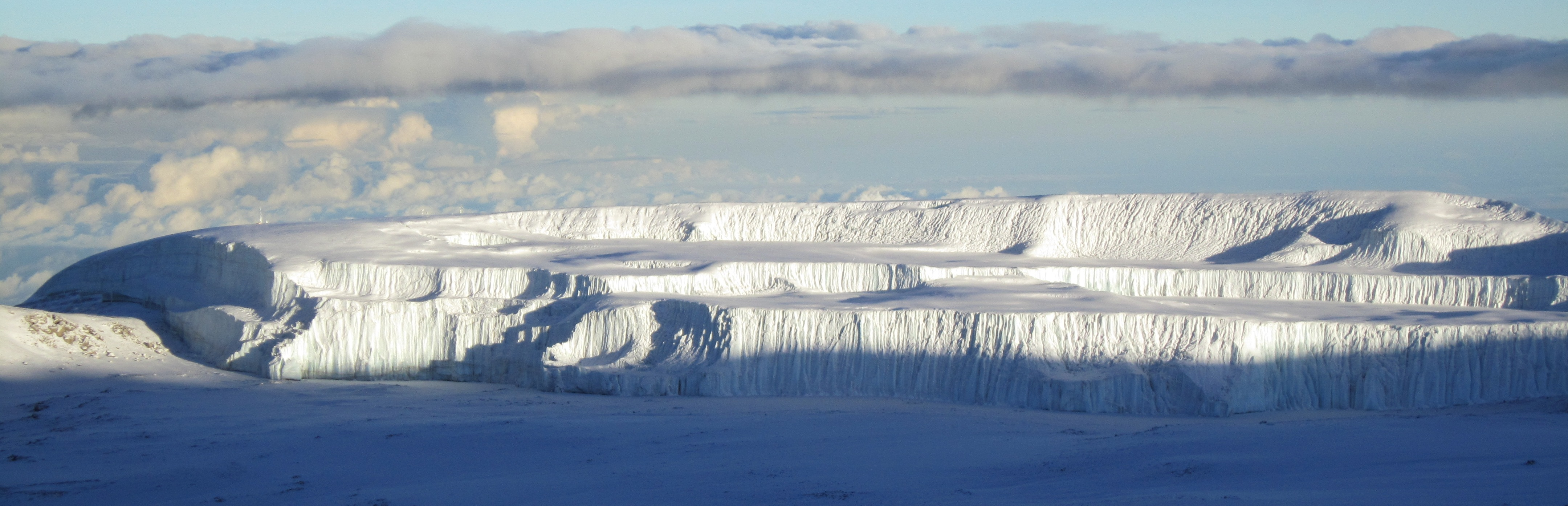
Un glacier sur le Kilimandjaro. La glace la plus ancienne au Kilimandjaro se forme pendant la période humide africaine.

On sait que les iers cessafrieains cnt de reculer ou se so'dus eentAbrièvement frique de l'Est au début de l'AHlt PHA, a de poursuivre leurunul. Su Ie speuvent s'être étendus au Mont Kilimandjaro, après une phase du Dryas récent pendant laquelle la montagne était libre de toute glace, mais la limite des arbres s'est également élevée à cette époque, accompagnée de la formation du sol. Le climat plus humide déstabilise certainement également le volcan voisin du mont Meru, provoquant un glissement de terrain géant qui lui ôte son sommet.
L'érosion dans les bassins versants d'Afrique de l'Est augmente avec le début de la période humide, mais diminue avant sa fin car l'augmentation des intempéries conduit à la formation de sols, ceux-ci à leur tour à l'établissement d'une couverture végétale qui permet de réduire l'érosion. L'augmentation des intempéries entraîne une augmentation de la consommation de CO2 atmosphérique pendant la PHA.
Contrairement aux schémas attendus, le Rift est-africain semble connaître un climat plus humide pendant la PHA, atteignant le lac Rukwa et le lac Cheshi dans l'hémisphère sud. Dans la région des Grands Lacs africains, les pollens indiquent la présence d'une forêt tropicale étendue – en raison de l'augmentation des précipitations – alors qu'aujourd'hui elle n'est présente que dans des zones restreintes. Une végétation plus dense est également remarquée au lac Turkana, avec une végétation boisée couvrant près de la moitié des terres bien que les prairies soient restées dominantes. Le développement de la végétation forestière autour des Grands Lacs africains créé un environnement interconnecté où les espèces se propagent, augmentant la biodiversité avec des effets à long terme, notamment lors de la fragmentation d'un écosystème. La couverture végétale augmente dans la région de l'Afar et les Ericaceae se propagent à haute altitude. Des forêts humides se développent dans les montagnes du Balé. Différentes végétations, y compris une végétation aride, existent déjà à cette époque au lac Malawi et au lac Tanganyika. Un climat plus humide est enregistré sur un sol de la région de l'Afar.
En Afrique de l'Est, l'AHP conduit à l'amélioration des conditions d'alimentation humaine et d'approvisionnement en eau des grands lacs, permettant aux premières populations humaines de croître sans adaptations majeures. Les techniques de poterie telles que la «ligne ondulée pointillée» et «Kanysore» sont associées aux communautés de pêcheurs et de cueilleurs de cette époque. Les périodes humides et sèches antérieures en Afrique de l'Est peuvent avoir influencé l'évolution humaines et permis leur propagation à travers le Sahara et en Europe.

### Autres parties de l'Afrique et du domaine de la forêt tropicale
Le lac Bosumtwi au Ghana s'élève pendant la PHA. Des preuves suggèrent également que les feux de forêt diminuent et que les forêts tropicales s'étendent dans les hauts plateaux du Cameroun ainsi que sur le plateau de l'Adamaoua.
Un noyau de forêt tropicale n'est probablement pas altéré par la période humide africaine, sauf pour quelques changements d'espèces et une expansion de leur superficie. Il existe des preuves qu'une «période humide équatoriale», liée à l'insolation équatoriale et s'étendant jusqu'à l'Amazonie, a pu exister à l'est du Congo en même temps que la PHA.
Les tourbières du Congo central ont commencé à se développer pendant la période humide africaine et la tourbe continue de s'y accumuler à ce jour, bien qu'avec un ralentissement dans la Cuvette centrale après la fin de la période.
Sur São Nicolau et Brava (Cap-Vert) les précipitations et l'érosion augmentent pendant la PHA.
Aux îles Canaries, il existe des preuves d'un climat plus humide à Fuerteventura, les forêts de lauriers ont changé peut-être en conséquence de la PHA. On observe également la recharge des eaux souterraines de Gran Canaria, suivie d'une diminution après la fin de la PHA. Les crabes ont d'ailleurs peut-être atteint les îles Canaries depuis l'Afrique du Nord lorsque cette dernière était plus humide.

### Levant et Méditerranée
L'Afrique des hautes latitudes n'a pas subi de changements à grande échelle au cours des 11 700 dernières années ; car les montagnes de l'Atlas ont peut-être empêché la mousson de s'étendre plus au nord. Cependant, les vallées fluviales et spéléothèmes montrent : un climat plus humide dans le sud du Maroc, des changements de végétation dans le Moyen Atlas, plusieurs débordements majeurs de rivières tunisiennes et des changements écosystémiques qui ont eu un impact sur les rongeurs d'Afrique du Nord.
Au Pléistocène et à l'Holocène, l'humidité de la Méditerranée est souvent corrélée à celle du Sahara. Le climat de l'Holocène précoce et moyen de la péninsule ibérique, de l'Italie, du Néguev et de l'Afrique du Nord était plus humide qu'aujourd'hui. En Sicile, l'humidification est en corrélation avec les changements de la ZCIT (Zone de convergence intertropicale) en Afrique du Nord. Des précipitations méditerranéennes sont apportées par des cyclones et épisodes cycloniques méditerranéens et les vents d'ouest ; soit l'augmentation des précipitations des vents d'ouest, le transport d'humidité vers le nord depuis l'Afrique ou les précipitations de mousson s'étendant dans la Méditerranée peuvent l'avoir rendue plus humide. Le lien entre la mousson africaine et les précipitations méditerranéennes n'est pas clair et ce sont les précipitations hivernales qui ont augmenté principalement, bien qu'il puisse être difficile de séparer les précipitations de mousson et non mousson.
Le taux de salinité de la mer Méditerranée baisse pendant l'AHP, en partie à cause de l'augmentation des précipitations des vents d'ouest mais aussi de l'augmentation du débit des rivières en Afrique, entraînant la formation de couches de sapropèles lorsque l'augmentation du ruissellement conduit à une stratification plus importante de la Méditerranée et eutrophié, avec des changements dans les principales masses d'eau de la mer. La couche de sapropèle S1 est spécifiquement associée à l'AHP  et à l'augmentation du débit du Nil et d'autres fleuves africains.  Ces processus, associés à une diminution du transport de la poussière par le vent, ont entraîné des changements dans les modèles de sédiments de la Méditerranée,  et une augmentation de la disponibilité des nutriments marins et de la productivité du réseau trophique en Méditerranée, qui ont eu un impact sur le développement de coraux des grands fonds.